# イオンタウン宮古南ショッピングセンター

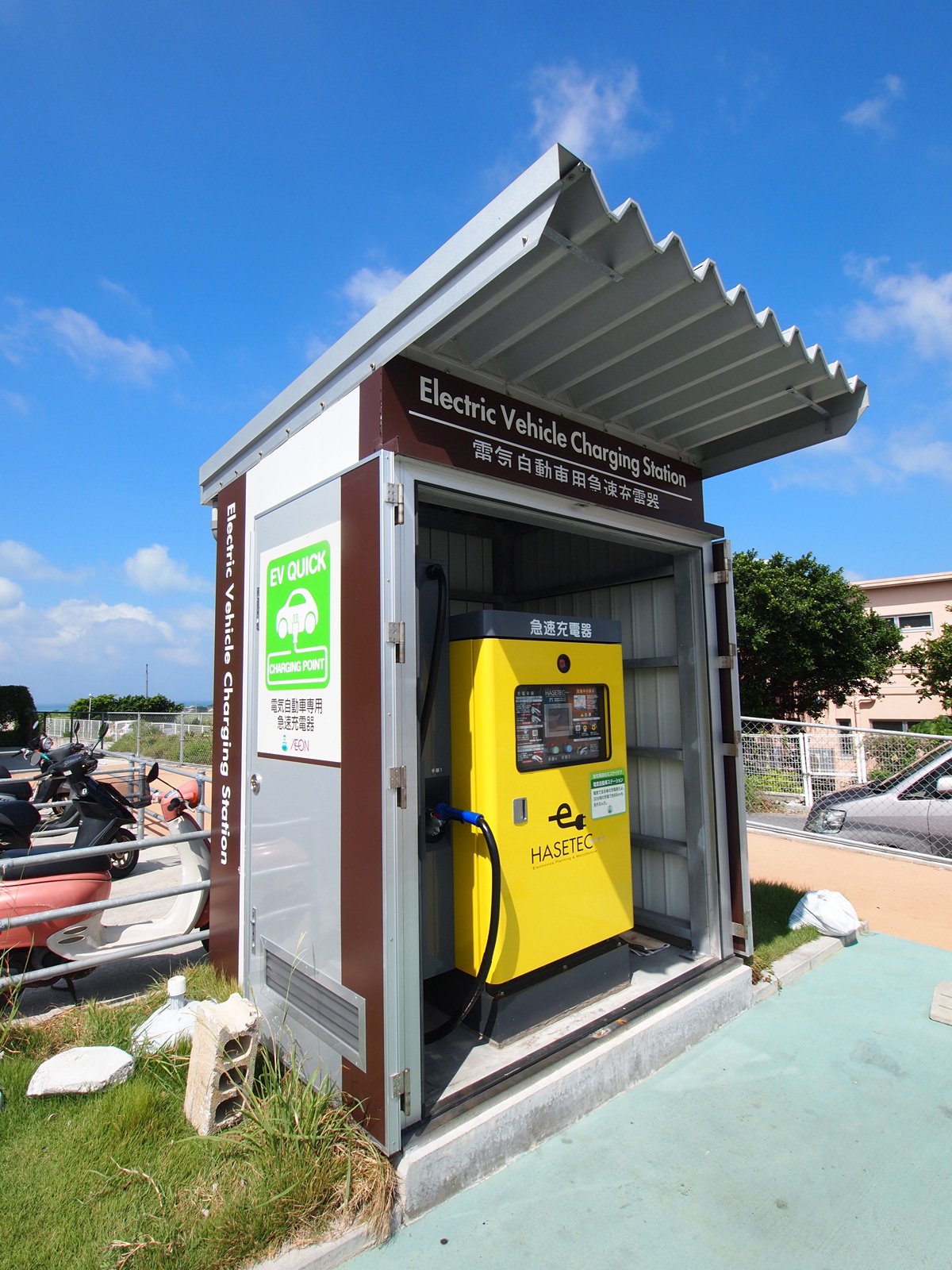
電気自動車用急速充電器

イオンタウン宮古南ショッピングセンター（イオンタウンみやこみなみショッピングセンター）は、沖縄県宮古島市にあるショッピングセンター。1994年11月に開店したマックスバリュ宮古南店を核店舗とし、これに専門店を加えて2009年11月にイオンタウン宮古南ショッピングセンターとしてオープンした。

## 特徴
宮古島市が「エコアイランド宮古島」宣言を表明していることに賛同し、環境に配慮した「エコストア」とされており、以下の設備を有している。オープン時点の「エコストア」としての規模は、イオングループの施設ではイオンモール苫小牧に次ぐものであった。
- 太陽光発電システムを建物の屋根と壁に設置[3]
- 建物の壁の一部を壁面緑化[3]
- 風力・太陽光発電照明を駐車場に設置[3]
- ペットボトルを再利用した再生プラスチック車止めを使用[3]
- 電気自動車の充電スタンドを設置[4]

## 沿革
- 1994年（平成6年）11月19日 -「マックスバリュ宮古南店」として開店[5]。
- 2009年（平成21年）
  - 11月21日 -「イオンタウン宮古南ショッピングセンター」として開店[6]。
  - 12月8日 - セルフレジをマックスバリュ宮古南店に導入（宮古島初）[7]。
- 2010年（平成22年）2月10日 - グランドオープン。ザ・ダイソーと西松屋が出店[8]。
- 2012年（平成24年）
  - 9月21日 - 隣接地にヤマダ電機宮古島店が出店（先島諸島初）[9]。
  - 12月19日 - マクドナルド宮古島店が出店（宮古島初）[10]。

## 施設概要

### フロア概要
核店舗のマックスバリュ宮古南店と19の専門店で構成される。

### 核店舗
- マックスバリュ宮古南店（スーパー）

### 主なテナント
- 西松屋イオンタウン宮古南店（子供服）
- ASBee fam宮古南店（靴）
- ザ・ダイソーイオンタウン宮古南SC店（100円ショップ）
- ヴィレッジヴァンガードイオン宮古南店（雑貨）
- ヤマダ電機テックランド宮古島店（家電）
- マクドナルド宮古島店（ファストフード）
- 吉野家イオンタウン宮古南店（ファストフード）
- auショップ宮古南店（携帯ショップ）
- 中央ツーリスト宮古島店（旅行会社）

※テナント情報は2022年4月時点
マックスバリュ（核店舗）の詳細情報や営業時間は公式サイトを参照。

## アクセス

### 路線バス
開業時点では近隣に路線バスの停留所はなかったが、宮古島市が2013年2月4日から17日まで行ったコミュニティバス「まちなかバス」の実証試験運行では、本ショッピングセンター前に停留所が設けられた。この試験運行の結果は2015年1月に予定される伊良部大橋開通後のバス路線のあり方を検討する上での基礎資料とされる。
その後、宮古協栄バス与那覇嘉手苅線（4番）が経路変更により「イオンタウン南店」バス停を設け、最寄りバス停となっている。